# Gospodar munje
Gospodar munje je strip Malog rendžera (Kita Telera) objavljen u br. 20. Lunov magnus stripa iz 1971. godine.

## Sadržaj
Sveska se zapravo sastoji iz dve priče: jedne koja je vezana za naslov sveske Gospodar munje, i druga u kojoj Kit rešava problem poštanske konkurencije.
Kit i kapetan O Hara kreću na misiju praćenja konvoja Mordkej Feniona. Međutim, saznaju da je Mordkej umro (nailaze na njegov grob), a da umesto njega treba da prate kola njegovog rođaka Tomasa Mordkeja. U njegovim kolima se nalazi eksploziv kojim Tomas želi da sruši deo brda kako bi skrenuo tok potoka i podigao vrednost zemlje iza Junion Pika.
Tokom puta, Kit otkriva da je u sanducima koji se prevoze u kolima puške i municija, a ne eksploziv, ali baš u tom trenutku nepoznati banditi, koji su u dosluhu sa Tomasom Fenionom, zarobe njega i O Haru, i ostave ih vezane za drvo. Kit se oslobađa, i nagađa da je municija namenjana za prodaju indijancima, te da je Tomas Fenion u dosluhu sa banditima.
Kit i O Hara prate tragove kola i nailaze na logor gde Tomas i banditi prodaju indijancima oružje i municiju za zlato. Kit uspeva da uništi svu municiju. Indijanci ubjaju sve bandite (osim Tomasa koji se izvukao), a O Haru zarobljavaju i odvode u selo. Kit kreće za njima, ponevši sa sobom dinamit koji je našao u kolima. Indijanci počinju da muče O Haru, kada u selo stiže Kit i pokušava da zadivi indijance aktiviranjem ekploziva uz pomoć koplja koje baca iz daljine. Indijanci su impresionirani, a poglavica Crveni Bik odlučuje da pusti O Haru.
Tragajući za Tomasom, Kit po prvi put nailazi na Frenki Belevena. Nakon gužve u jednom salunu gde Kit spašava Frenkija posle gubitka na kocki, Frenki odlučuje da ostane sa Kitom.
Kasnije saznaju da Karigen, vlasnik lokalne poštanske linije, ne može da nađe vozače za poštanska kola, jer kola nestaju. Kit predlaže Frenkija za vozača. Kit i Frenki kreću kolima, ali ih u zasedi presreću ljud iz konkurentske firme “Kros Star” koja želi da istera Karigena sa tržišta i postane gospodar poštanske linije. “Kros Starova” kola naleću na Karigenova poštanska kola, i ova druga padaju u provaliju.
Kada saznaju da su kola slupana, ljudi traže od Karigana da im nadoknadi štetu. Karigan je devastiran, ali ali Kit i Frenki preživaljavaju i kreću u potragu za ljudima iz “Kros Stara”. 
Kit uspeva da pronađe vlasnika “Kros Stara” i dvoja Kariganova kola koja je prethodno zaplenio. Kit trijumfalno ulazi u grad na “nestalim” Kargienovim kolima i raskrinkava nameru vlasnika “Kros Stara”.

## Osnovni podaci
Epizoda je objavljena u br. 20 Lunov magnus stripa (LMS) 1971. godine. To je bila ukupno 3. epizoda Malog rendžera objavljena u LMS. (U to vreme, Mali rendžer je izlazio paralelno u LSM i Zlatnoj seriji.) Epizoda je imala 100 strana. (Cela sveska je imala 164 strane.) Koštala je 3 dinara. Izdavač je bio Dnevnik iz Novog Sada. LMS je tada još uvek bio deo Roto biblioteke i izlazio je dva puta mesečno.

## Originalno izdanje
Pošto je u to vreme Kit Teler još uvek bio objavljivan u kaiševima, ova epizoda bila je verovatno objavljena 1958. ili 1959. godine. Kasnije je objavljena u izdanju Bonelli Comics Editore u dva dela u ediciji ”Gli albi del cowboy - Nuova serie” u svesci br. 5 pod nazivom Il padrone della folgre i u svesci br. 6 Mani in alto! 1964. godine. Epizodu je nacrtao Frančesko Gamba, a scenario napisao Andrea Lavecolo.

## Repriza
Drugi deo ove epizoda (pp. 54-100) reprizirana je u LMS-729 pod nazivom Vatra nad močvarom koji je objavljen 1987. godine. (Drugi deo sadrži reprizu dela epizode Ritual smrti, LMS-13.)
U Hrvatskoj je deo ove epizode izašao u izdanju Van Gogha u dva dela u epizodi Gospodar munje (br. 5) i Alkemičareva igra (br. 3-17) koji su izašli u avgustu, odn. septembru 2006. godine. Kasnije su izašli u izdanju Ludensa pod istim naslovom (br. 3) 2014. godine.